# Autódromo Internacional Ayrton Senna (Goiânia)
Pour les articles homonymes, voir Autódromo Internacional Ayrton Senna.
Autódromo Internacional Ayrton Senna est un circuit permanent de sports mécaniques situé dans la banlieue de Goiânia au Brésil. Il a été inauguré en octobre 1974.  
Le Grand Prix moto du Brésil s'y est tenu de 1987 à 1989. 
Il tient son nom de l'ancien pilote de Formule 1 Ayrton Senna, mort en 1994 dans un accident de course en Italie. Il est connu aussi sous le nom de « circuit de Goiânia ».

## Layouts

“Mixed circuit”
“External circuit”
“Short circuit”

## Palmarès du Grand Prix moto du Brésil couru sur ce circuit
| Saison | 250 cm³                  | 500 cm³                 | Résultats |
| ------ | ------------------------ | ----------------------- | --------- |
| 1989   | Luca Cadalora (Yamaha)   | Kevin Schwantz (Suzuki) | Résultats |
| 1988   | Dominique Sarron (Honda) | Eddie Lawson (Yamaha)   | Résultats |
| 1987   | Dominique Sarron (Honda) | Wayne Gardner (Honda)   | Résultats |